# Miranda (Californie)
Pour les articles homonymes, voir Miranda.
Miranda est une census-designated place du comté de Humboldt, dans l'État de Californie, aux États-Unis,. En 2020, elle compte une population de 441 habitants.